# Bradia
Bradia (in arabo برادية) è una città del Marocco, situata nella provincia di Fquih Ben Salah, nella regione di Béni Mellal-Khénifra.